# De franckeske stiftelser
De franckeske stiftelser i Halle (eller Halle-stiftelserne, Die Franckeschen Stiftungen zu Halle eller Franckesche Anstalten) blev i 1695 grundlagt af August Hermann Francke som et kompleks af pædagogiske og sociale anstalter i pietisk ånd
med skoler, bogtrykkeri, fattighuse og arbejde for ydre mission – det sidste var noget helt nyt i den lutherske kirke.
Det historiske bygningskompleks, som ligger i Halles centrum, er i vid udstrækning bibeholdt. I begyndelen af 1990'erne iværksattes en omfattende istandsættelse. Det "Lange Hus" i den øvre lindegård (Das „Lange Haus“ im oberen Lindenhof) er Europas største bindingsværkskonstruktion med sine 100 m i seks etager. Som eksempel på social- og pædagogisk formålsarkitektur (Zweckarchitektur) er hele bygningskomplekset kommet på den tyske forslagsliste til UNESCOs Verdensarvsliste.